# Luis Izquierdo Vásquez
Luis Izquierdo Vásquez (Moyobamba, Perú, 30 de marzo de 1934) es un médico peruano y catedrático de la Facultad de Medicina Humana "San Fernando" de la Universidad Nacional Mayor de San Marcos. Fue miembro de la asamblea universitaria y ejerció el cargo de rector de dicha casa de estudios desde 2006 hasta junio de 2011. Actualmente es el director general del Instituto OftalmoSalud, donde además ejerce las especialidades de Cirugía de Catarata, Cirugía Refractiva y Córnea.

## Biografía
Estudió medicina en la Universidad de San Marcos en Lima, Perú, graduándose como médico cirujano en 1963 y como doctor en medicina en 1975. Se ha desempeñado como secretario de la escuela de postgrado de la Facultad de Medicina "San Fernando" en los años 1986-1988, como vocal del "Consejo regional III" del Colegio Médico del Perú, como asesor médico del servicio de oftalmología del "Hospital Nacional Maria Auxiliadora", como coordinador del departamento académico de Cirugía Humana de la Universidad de San Marcos, entre otros.
Su producción científica se ha publicado en la revista de la "Sanidad Naval del Perú", la revista peruana de oftalmología, entre otros medios de difusión científica. Izquierdo Vásquez ha sido acreedor de numerosos honores y premios, entre los que destacan la distinción honorífica por 40 años de promoción médica, otorgado por el Colegio Médico del Perú, y el diploma de honor por su valiosa colaboración en el dictado de magistrales conferencias médicas en los seminarios de la Sociedad Peruana de Medicina, recibido en diciembre de 2002.

## Trayectoria
- Presidente de Sociedad Peruana de Oftalmología, 1989-1990.
- Miembro de la Junta Directiva de la Sociedad Peruana de Oftalmología.
- Miembro de Comité Organizador del II Congreso Internacional de Cirugía Refractiva, Catarata y Glaucoma, 25-27 de septiembre de 2003, Lima-Perú.
- Presidente de Congreso Nacional de Oftalmología, 1990.
- Miembro de Comité Organizador Nacional (varios congresos).
- Jefe del Servicio de Oftalmología del Hospital Central de la Fuerza Aérea Peruana, 1972-1985.
- Asistente de Servicio Hospitalario del Hospital Central de la FAP.
- Miembro de la Academia Americana de Oftalmología (AAO).
- Miembro de la Asociación Panamericana de Oftalmología.
- Miembro de la Sociedad Americana de Catarata y Cirugía Refractiva (ASCRS).
- Socio fundador de la Clínica Ricardo Palma.
- Socio fundador de la Clínica Vesalio.
- Socio fundador y director general del Instituto OftalmoSalud, (abril de 1993).
- Socio fundador y actual director general de Laser Vision Center & Asociados, 2001.
- Director Académico y Socio Fundador del Instituto Tecnológico de la Clínica Ricardo Palma.

| Predecesor: Manuel Burga Díaz Rector de la Universidad Nacional Mayor de San Marcos | Rector de la Universidad Nacional Mayor de San Marcos 2006 - 2011 | Sucesor: Pedro Cotillo Zegarra |